# Just Cause 2
Just Cause 2 é um jogo de mundo aberto de ação e aventura desenvolvido pela Avalanche Studios, publicado pela Eidos Interactive e distribuído pela Square Enix Europe. É uma sequência do jogo de 2006, Just Cause. O jogo possui mais de 8000 quilômetros (5000 milhas) quadrados de ilha para se explorar.
Just Cause 2 usa o motor Avalanche Engine 2.00, uma versão atualizada do que foi utilizado em Just Cause. O jogo se passa na ilha fictícia de Panau, localizada no Sudeste Asiático. Rico Rodriguez retorna como protagonista, com o objetivo de derrubar o ditador do mal Pandak "Baby" Panay e confrontar seu antigo mentor, Tom Sheldon.
Notas:uol jogos:8/10, voxel/85/100

## Enredo
Rico Rodriguez, protagonista do jogo, recebe a missão de encontrar e prender Tom Sheldon, ex-amigo e comandante, que o conhece melhor do que ele próprio.
Sheldon se corrompeu quando fazia uma operação na ilha de Panau. Lá há três gangues lideres nas ruas, enquanto o terrível ditador "Baby Panay" comanda a ilha com punho de aço. Com todos os recursos da agencia de espionagem a sua disposição, Rico tem de se infiltrar na ilha e neutralizar Sheldon, derrubando uma cadeia de eventos cruéis na ilha.